# Shkodër (prefectuur)
Shkodër (Albanees: Qarku i Shkodrës) is een van de 12 prefecturen van Albanië en ligt in het noordwesten van het land. De hoofdstad van de prefectuur is Shkodër.

## Bevolking
Volgens de volkstelling van 2011 telt de prefectuur Shkodër 215.347 inwoners. Het aantal inwoners is sinds de val van het communisme afgenomen: in 1989 woonden er nog 285.258 mensen in prefectuur Shkodër. 

### Religie
Ongeveer 47,19 procent van de bevolking van prefectuur Shkodër behoort tot de Katholieke Kerk in Albanië en zo'n 44,84 procent behoort tot de islam. Een zeer klein deel van de bevolking behoort tot de Albanees-Orthodoxe Kerk (0,38 procent) en een nog kleiner deel tot het bektashisme (0,07 procent).

### Bestuurlijke indeling
De prefectuur is ingedeeld in vijf steden (bashkia) na de gemeentelijke herinrichting van 2015: 
Fushë-Arrëz • Malësi e Madhe • Pukë • Shkodër • Vau-Dejës.
Berat · Dibër · Durrës · Elbasan · Fier · Gjirokastër · Korçë · Kukës · Lezhë · Shkodër · Tirana · Vlorë

Deelgemeenten · Gemeenten · Prefecturen